# Vanilla kempteriana
Vanilla kempteriana är en orkidéart som beskrevs av Rudolf Schlechter. Vanilla kempteriana ingår i släktet Vanilla och familjen orkidéer. Inga underarter finns listade i Catalogue of Life.